# دونالد بوكانان ماكليود
دونالد بوكانان ماكليود هو سياسي كندي، ولد في 10 نوفمبر 1865، وتوفي في 25 أغسطس 1943. نشط حزبياً في الحزب الليبرالي في نوفا سكوشا ‏. وقد انتخب عضو مجلس نواب نوفا سكوشا ‏.